# Anderslövs landskommun
Anderslövs landskommun var en tidigare kommun i dåvarande Malmöhus län. 

## Administrativ historik
Den ursprungliga kommunen inrättades som landskommun då 1862 års kommunalförordningar trädde i kraft, och omfattade samma område som gamla Anderslövs socken i Skytts härad i Skåne. 
Vid kommunreformen 1952 blev Anderslöv en storkommun, då den lades samman med Börringe, Grönby, Gärdslöv och Önnarp. 
År 1967 upplöstes kommunen och huvuddelen inkorporerades med Trelleborgs stad, som 1971 ombildades till Trelleborgs kommun, medan delen Börringe överfördes till Svedala köping, som 1971 ombildades till Svedala kommun. 
Trelleborgsdelen av den tidigare kommunen utgör sedan 2002 Anderslövs församling.
Inom kommunen fanns mellan 7 oktober 1921 och 31 december 1954 Anderslövs municipalsamhälle.
Kommunkod var 1241.

### Kyrklig tillhörighet
I kyrkligt hänseende tillhörde kommunen Anderslövs församling. Den 1 januari 1952 tillkom församlingarna Börringe, Grönby, Gärdslöv och Önnarp.

## Geografi
Anderslövs landskommun omfattade den 1 januari 1952 en areal av 137,49 km², varav 131,20 km² land.

### Tätorter i kommunen 1960
I Anderslövs landskommun fanns tätorten Anderslöv, som hade 881 invånare den 1 november 1960. Tätortsgraden i kommunen var då 21,4 procent.

## Politik

### Mandatfördelning i valen 1938–1962
| 14 | 10 |

| 24 |

| 12 | 8 |

| 20 |

| 10 | 4 | 2 | 4 |

| 20 |

| 17 | 12 | 4 | 2 |

| 34 |

| 17 | 10 | 4 | 4 |

| 32 |

| 15 | 13 | 2 | 5 |

| 29 | 6 |

| 17 | 12 | 2 | 4 |

| 31 |